# Héroes
Héroes è film drammatico del 2010 diretto da Pau Freixas.

## Trama
Un uomo sta guidando attraverso la campagna quando è costretto a fermarsi perché lungo la strada c'è un bambino. L'uomo vorrebbe aiutarlo, ma non ha tempo da perdere. Dopo incontra una giovane donna diretta a Barcellona. Si offre di darle un passaggio ignorando che un tempo i due si conoscevano. Più tardi i due riescono a ricordare il giorno più romantico ed emozionale della loro infanzia ...